# Családon belüli erőszak
A családon belüli erőszak fogalma alatt azokat az eseteket értjük, amikor az egyik családtag, házastárs-élettárs vagy expartner kísérletet tesz vagy meg is valósít olyan magatartásokat, amelyekkel a másik fél (családtag, élettárs stb.) személye felett hatalmat – testi, lelki, anyagi vagy jogi dominanciát – tud gyakorolni. A családon belüli erőszak kifejezés mellett használatos a párkapcsolati erőszak és gyermekbántalmazás elnevezések is. A családon belüli erőszak körébe sorolható az is, ha harmadik személy követi el család egy tagja ellen – csupán a családban betöltött szerepe mellett. A házastárs és a gyerek bántalmazása Magyarországon 1997 óta büntetőjogi kategória, amit 2013-ban szigorítottak.
Az erőszakot a gyakorlatban tágan kell értelmezni: beletartozhat a lelki terroron túl szidalmazás, verekedés, súlyos testi sértés, életveszélyes fenyegetés stb. A családon belüli erőszak fogalomkörébe tartozik a partner-partner közti, illetve az idősebb családtag bántalmazása és a gyermekbántalmazás is, a családforma lehet egyszülős család is. A családon belüli erőszak elkövetőit és a bántalmazás elszenvedőit a statisztikák főként a nemi és korcsoport szerinti megoszlás alapján vizsgálják.

## Definíció
A családon belüli erőszakról nincs egységes definíció, ám a jelenség ismertetőjegyei alapján egyértelműen meghatározható ez az erőszak-típus. A családon belüli erőszak egyik eleme, hogy a bántalmazott és a bántalmazó mindig ismerik egymást, leggyakrabban a családi vagy intim viszony köti-kötötte össze őket. Másik eleme az erőszakos magatartás vagy annak előkészülete vagy kísérlete a bántalmazó részéről. A különböző definíciók eltérő módon határozzák meg, hogy mikor beszélhetünk családon belüli erőszakról: hogy egyszeri bántalmazás már elegendő-e ennek megállapításához, vagy az erőszaknak többször kell előfordulnia, esetleg huzamosabb ideig.
Az Egyesült Államokbeli Nők Elleni Erőszak Hivatalának meghatározása szerint „családon belüli erőszakról beszélhetünk, ha egy kapcsolatban az egyik fél erőszakos magatartást alkalmaz a másik féllel szemben, azért, hogy ezáltal a partnert hatalmában tartsa és felette ellenőrzést és uralmat gyakoroljon.” A családon belüli erőszak az Egyesült Királyságban lévő Gyermek és Család Segítő és Támogató Szolgálat meghatározása szerint: „Egy intim kapcsolatban az egyik fél a másik fél fölött uralmat és ellenőrzést gyakorol, és ennek magvalósításához erőszakos magatartásokat használ eszközként.” Előfordulhat különnemű és azonos nemű kapcsolatban is, az erőszak irányulhat a partnerre, gyermekre, más családtagra. Általában fizikai, szexuális, lelki jellegű az erőszak, de hozzátartoznak a fenyegetések, szidalmazások, dolgok elleni erőszakos megnyilvánulások és pénzügyi-gazdasági függőségbe hozás is.
A nők elleni erőszak az ENSZ meghatározása szerint:
„A nők elleni erőszak bármely olyan, a nőket nemük miatt érő erőszakos tett, mely testi, szexuális vagy lelki sérülést okoz vagy okozhat nőknek, beleértve az effajta tettekkel való fenyegetést, valamint a kényszerítést és a szabadságtól való önkényes megfosztást, történjen az a közéletben vagy a magánszférában.
Beleértendő, de nem korlátozandó a testi, szexuális és lelki erőszakra, melyet az áldozat a családon belül szenved el, ide értve a bántalmazást, a lánygyermekkel való szexuális visszaélést, … a házasságon belüli nemi erőszakot …” (Deklaráció a Nők Elleni Erőszak Megszüntetéséről, 1993.)

## A családon belüli erőszak története
Családon belüli erőszak a történelem során mindig is létezett, ám szinte mindegyik társadalomban tabu témának számított. A jelenség minden emberi kultúrában, civilizációban előfordul, – etnikai, vallási és társadalmi osztályoktól függetlenül mindenhol létezik. A figyelem először a feminista-polgárjogi mozgalmak megjelenésekor irányult a problémára, az 1960-as, 1970-es években az Amerikai Egyesült Államokban és Nyugat-Európában. A családon belüli erőszakos cselekményeket „nők elleni erőszaknak” nevezték el, utalva arra, hogy az áldozatok döntő többsége nő, míg az erőszak gyakorlója az esetek legnagyobb részében a férfi.

## A családon belüli erőszak gyakorisága
A családon belüli erőszak még mai modern társadalmunkban is tabunak számít, mind az erőszak alkalmazója, mind annak elszenvedője igyekszik eltitkolni az erőszak létét. A külső környezet sem segíti a családon belüli erőszak feltárását, a társadalom nagy része úgy tekint a jelenségre mint valamely családi problémára, mely nem rá tartozik.
A családon belüli erőszakos esetek száma országonként eltérő képet mutat, ám az összehasonlítást nehezíti az a körülmény, hogy a megtörtént erőszakos esetek csupán töredéke jut a hatóságok tudomására. Az Egyesült Államokban és Nagy Britanniában úgy becsülik, hogy 3 családon belüli erőszakos esetből csupán 1 jut el a hatósági-állami szakaszba. Más államokban még ennél is rosszabb az arány, a feljelentési hajlandóság igen alacsony, a hatóság-rendőrség gyakran maga is elutasító szemléletű ezekben az ügyekben. Az amerikai CDC intézet szerint a családon belüli erőszakos esetek kb. 32 millió olyan amerikai állampolgárt érintenek évente, akik egészségügyi problémákat is elszenvednek az erőszak következményeképpen. Ez az amerikai lakosság 10%-a.

## A családon belüli erőszak formái
A családon belüli erőszak számtalan módon megvalósulhat, leggyakrabban fizikai, szexuális, érzelmi, lelki erőszakként, a bántalmazott személy pénzügyi, baráti, családi kapcsolatának korlátozásaként jelentkezhet. A különböző erőszakformákat, uralmi formákat az erőszakos magatartások módszere (fizikai, lelki, szexuális erőszak), gyakorisága (rendszeres, eseti) és nagysága (tettleges becsületsértés, könnyű testi sértés vagy akár emberölés) alapján lehet elhatárolni. Az erőszak széles skálán mozoghat kezdve a nem személyre irányuló erőszakformáktól (tárgyak összetörése, rugdosása, háziállatok kínzása) egészen a legsúlyosabb fizikai sértésekig (erőszakos közösülés, emberölés).

### Lelki-érzelmi erőszak-cselekmények
Magába foglalhatja a különböző fenyegetéseket (verés kilátásba helyezése, emberöléssel vagy például gyermek életének kioltásával kapcsolatos fenyegetések), zsarolást, függő viszony kialakítását (munkalehetőség korlátozása, baráti-családi kapcsolatok megszakításának kierőszakolása), ellenőrzést az elnyomott személy felett, információk eltitkolását. Gyakori, hogy a bántalmazó a saját erőszakos cselekményét a partner-családtag állapotával, magatartásával magyarázza, felelősséget ébreszt a bántalmazottban – az áldozat is tehet a saját bántalmazásáról. Az elszigetelés az egyik alapcselekménye a bántalmazónak: megpróbálja elérni, hogy a bántalmazott ne találkozzon vagy korlátozza kapcsolattartását a családtagjaival, barátaival, kollégáival; ne forduljon a hatóságokhoz, ha bántalmazás történik.
A lelki terrorhoz tartozik a partner-családtag vallási vagy lelkiismereti meggyőződésének manipulálása, a vallási élet korlátozása vagy nevetségessé tétele, valamely világnézetre-vallásra kényszerítése is.

### Gazdasági elnyomás
A bántalmazó nemcsak érzelmileg, hanem pénzügyileg is igyekszik függőségbe hozni az áldozatot: az önálló megélhetést mint lehetőséget megszünteti, ellenőrzést gyakorol a bántalmazott pénze és vagyontárgya fölött. Az elnyomott személynek „engedélyt” kell kérnie még a saját vagyonával való rendelkezéséhez is (koldulnia kell a bántalmazójától).

### Verbális erőszak-cselekmények
A bántalmazott kinevetése, kigúnyolása, nevetségessé tételétől rövid út vezet a mindennapi, állandó verbális támadásokig, folytonos káromkodásig, az áldozat szidalmazásáig, megszégyenítéséig, emberi méltóságának eltiprásáig. A gyűlölettel teli beszéd, ordibálás, kiabálás továbbá a non-verbális fenyegetések (támadó mimika, agresszív gesztusok, félelemkeltő testhelyzetek) mind előfordulhatnak a családon belüli erőszak esetkörében.

### Fizikai – tényleges – erőszak-cselekmények
A testre ható bármely külső ráhatás – akár érintés is beletartozhat ebbe a kategóriába, ez az erőszak-típus a legnagyobb fájdalmat okozó, legsúlyosabb, mivel magát a személy fizikai létét-egészségét veszélyezteti. A többi erőszak-cselekményhez képest kisebb számban fordul elő, ám hatása, intenzitása jóval nagyobb a fentieknél. A testi sértéstől az áldozat gyakran sérülést szenved, előfordul, hogy súlyos egészségromlás vagy súlyos testi sértés is bekövetkezik, és nem ritka az emberölés vagy életveszélyt okozó testi sértés sem. Az esetek nagy részében eszköz nélküli a cselekmény (ütés, rúgás, hajkitépés, megtaposás, pofonozás), de előfordul, hogy a bántalmazó fegyvert használ (leggyakrabban kés, revolver, bot, szerszámok a sérülést okozó eszközök).

### Szexuális erőszak-cselekmények
A szexuális erőszak a fizikai erőszak egyik részterülete, ám a leggyakrabban külön tárgyalja őket a szakirodalom. A szexuális erőszak három nagy összetevőre osztható fel:
- 1. Erőszak, fenyegetés használata ahhoz, hogy a partnert-családtagot szexuális aktusra kényszerítse,
- 2. Szexuális aktusra kényszerítés alanya szerint: lehet cselekvőképes de lehet az alany olyan személy is, aki természettől fogva szexuális viszony létesítésére képtelen (gyermek, kóros elmeállapotú), vagy védekezésre illetve akaratnyilvánításra képtelen állapotban van – (drogok vagy alkohol hatása alatt áll, személyi szabadságában korlátozott, megkötözött stb.),
- 3. Maga az erőszakos szexuális együttlét.

Az erőszak szexuális aktus mozgatórugója ritkábban maga a szexualitás és maga a vágy, a cél inkább a bántalmazó által a másik fél akaratának megtörése, korlátozása, az alacsonyabb-rendűség érzékeltetése, személyi tárgyként való kezelésének bizonyítása.

## A bántalmazó személyiségjegyei
A pszichológusok az alábbi lelki sajátosságokat állapították meg azoknál a személyeknél, akik gyakran bántalmazzák partnerüket, családtagjaikat:
- Mások problémáira közömbösek
- Korlátolt gondolkodásúak
- Megvalósíthatatlan elvárásaik vannak
- Beszédük durva, bántó
- Bagatellizálják az erőszakot
- Tárgyként kezelik embertársaikat
- A hozzátartozói kapcsolat megvonással zsarolnak
- Gyűlöletet keltenek áldozatukkal szemben
- Hirtelen indulatkitöréseik vannak
- Gyakran fenyegetnek erőszak alkalmazásával
- Az állatokkal és a gyermekekkel szemben gyakran kegyetlenek
- Hiperérzékenyek
- Féltékenyek
- Erőszakosak, durvák a szexben
- Bűnelkövetésre hajlamosak
- Áldozatként tüntetik fel magukat önigazolásként

Többen azt állítják, hogy mind az elkövetőt mind a szenvedő alanyt gyermekkorában olyan traumák érhették, amely egyfelől agresszív másfelől mazochista lelkialkatúvá formálhatták őket. Ha ilyen beállítottságú egyének alkotnak párt nagyon nehéz kivezető megoldást találni, a kapcsolatban résztvevők belátása híján pedig a kapcsolatból kilépni szinte lehetetlen.

## Statisztikák
A felmérések szerint az Amerikai Egyesült Államokban a nőknek hatszor nagyobb az esélyük, hogy a partnerüktől erőszakot szenvednek el, mint a férfiaknak a nőktől. A következő százalékok azt mutatják, hogy a nők hány százaléka szenvedett el erőszakos fizikai cselekményt az intim partnerétől-férjétől: Barbados (30%), Kanada (29%), Egyiptom (34%), Új-Zéland (35%), Svájc (21%), USA (22%) Számos kutatás megállapítja, hogy a nők 50-70%-a szenved el életében legalább egyszer erőszakos testi sértést partnerétől. Más tanulmányok – Paraguay, Fülöp-szigetek – azt mutatják, hogy ez az érték alacsonyabb – kevesebb mint 10%. Egyes kutatások szerint az USA-ban a családon belüli erőszak 1993-tól kezdve fokozatosan csökkenő tendenciát mutat. A statisztikák eredményeit viszont jelentős mértékben befolyásolják a felmérés kérdései, a vizsgálat lefolyása, a bántalmazás-erőszak definíciójának meghatározása és más egyéb körülmények és összetevők.
Magyarországon hetente egy nő és havonta egy gyerek életét követeli a családon belüli erőszak. Az esetek jelentős többségében férfi a gyilkos.
1997 és 2002 közötti hazai rendőrségi és ügyészségi adatok szerint évente átlag 27 férfi halt meg női elkövetők kezétől, míg átlag 49 nő volt férfi által elkövetett emberölés áldozata a partnerkapcsolatokon belül, a gyermek áldozatok kétharmada pedig fiú. Idehaza a családon belüli emberöléseknél több a férfi, mint a női áldozat.2016. évben 55 nő és 57 férfi, 2017. 11. hóig 43 nő 47 férfi.[forrás?]
Bár a nők ellen elkövetett párkapcsolati erőszakos bűncselekmények számossága mintegy tízszerese a férfiakénak, a sérelmükre elkövetett bűntettek jellege alapvetően hasonló. Egy 2011-es statisztika szerint a legnagyobb eltérés abban mutatkozik, hogy a férfiak nagyobb arányban esnek áldozatul emberölésnek és testi sértésnek, a nők pedig nagyobb arányban szenvedik el a személyi szabadság megsértését és a zaklatást.

### Nők elleni erőszak
2012-es adatok szerint Magyarországon havonta egy gyermek, hetente egy nő hal bele a párkapcsolaton és családon belüli erőszak ártalmaiba. Az elkövetők 95% férfi.

### Gyermekek elleni erőszak
- Megrázott baba szindróma
- Csecsemőgyilkosság
- Isztambuli Egyezmény